# Santa Maria da Feira
Santa Maria da Feira ist eine Stadt (Cidade) und ein Kreis (Concelho) in Portugal mit 12.496 Einwohnern (Stand 30. Juni 2011).

## Geschichte
Funde und Ausgrabungen, darunter Grabstätten und Wallburgen (Castros), belegen die Besiedlung des Gebietes zumindest seit dem 5. Jahrhundert v. Chr. Es wurde Teil der römischen Provinz Lusitania, die Römerstraßen von Porto nach Viseu und von Lissabon nach Braga führten hier durch. In dem später als Civitas Sanctae Mariae bekannten Ort wurde Anfang des 6. Jahrhunderts eine Festung errichtet. Der hier abgehaltene Markt erlangte einige Bedeutung, und in der Folge veränderte der Ort seinen Namen entsprechend, von Terra de Santa Maria (Portugiesisch für: Boden der Heiligen Maria) seit dem 9. Jahrhundert, zu Vila da Feira oder auch nur Feira (Port. für: Markt), bis schließlich zum heutigen Santa Maria da Feira (Port. für: Heilige Maria des Marktes).
Erstmals offiziell als Terra de Santa Maria dokumentiert wurde der Ort 1117 in einer Schenkungsurkunde der Theresia von Kastilien, die 1120 in der hiesigen Burg lebte. 1472 schuf König D.Afonso V. den Titel des Grafs (Port.: Conde) von Feira, der Rui Pereira verliehen wurde (1700 starb mit dem letzten, kinderlos gebliebenen Pereira der Titel aus).
1514 verlieh König Manuel I. der Vila Stadtrechte (Foral). Bis 1985 hieß der Ort Vila da Feira. Dann wurde er vom Status einer Vila (Kleinstadt) zur Cidade (Stadt) erhoben und erhielt aus dem Anlass seinen heutigen offiziellen Namen, der aus vorherigen historischen Bezeichnungen zusammengesetzt wurde.

## Kultur und Sehenswürdigkeiten

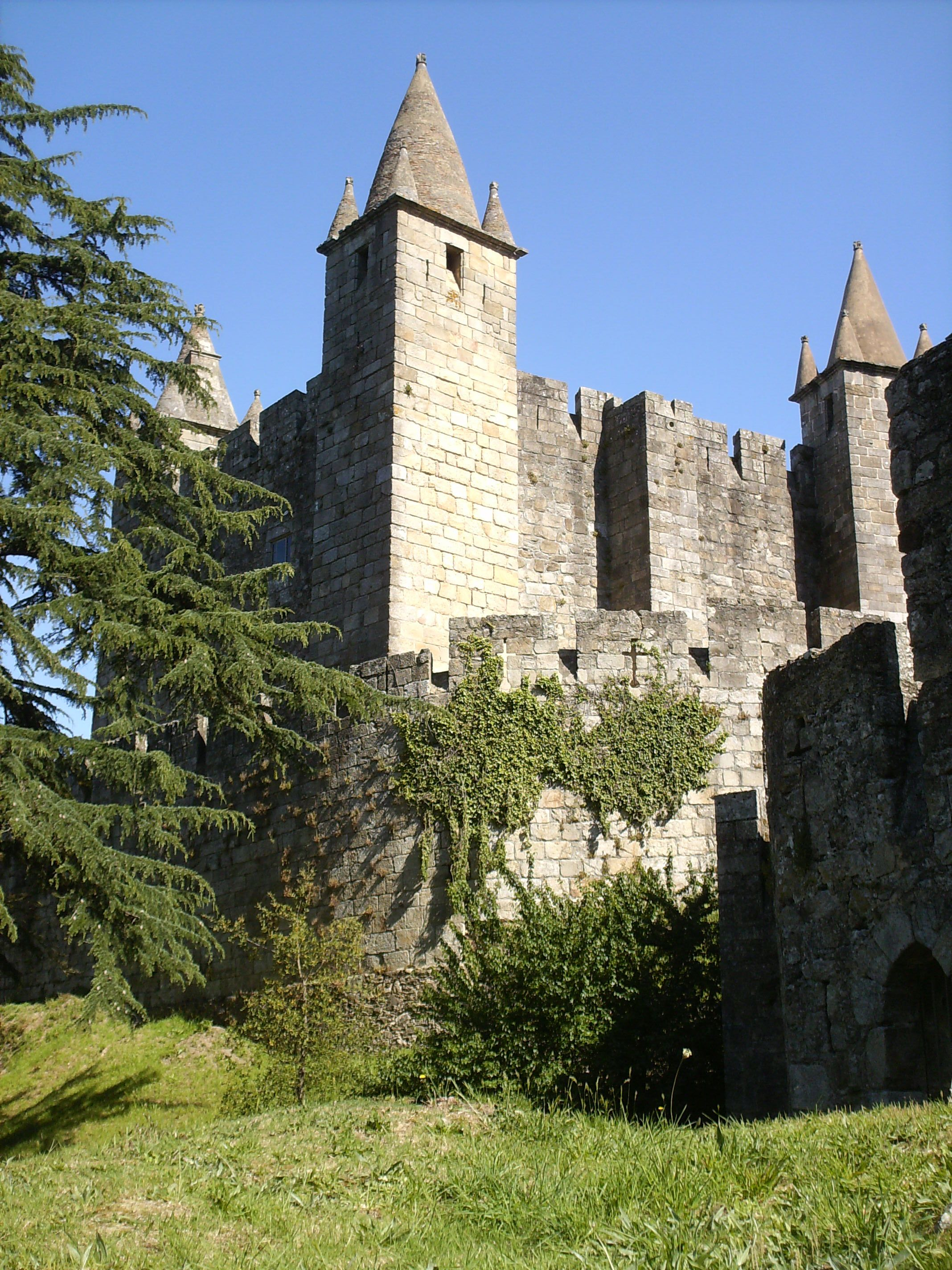
Die Burg Castelo da Feira
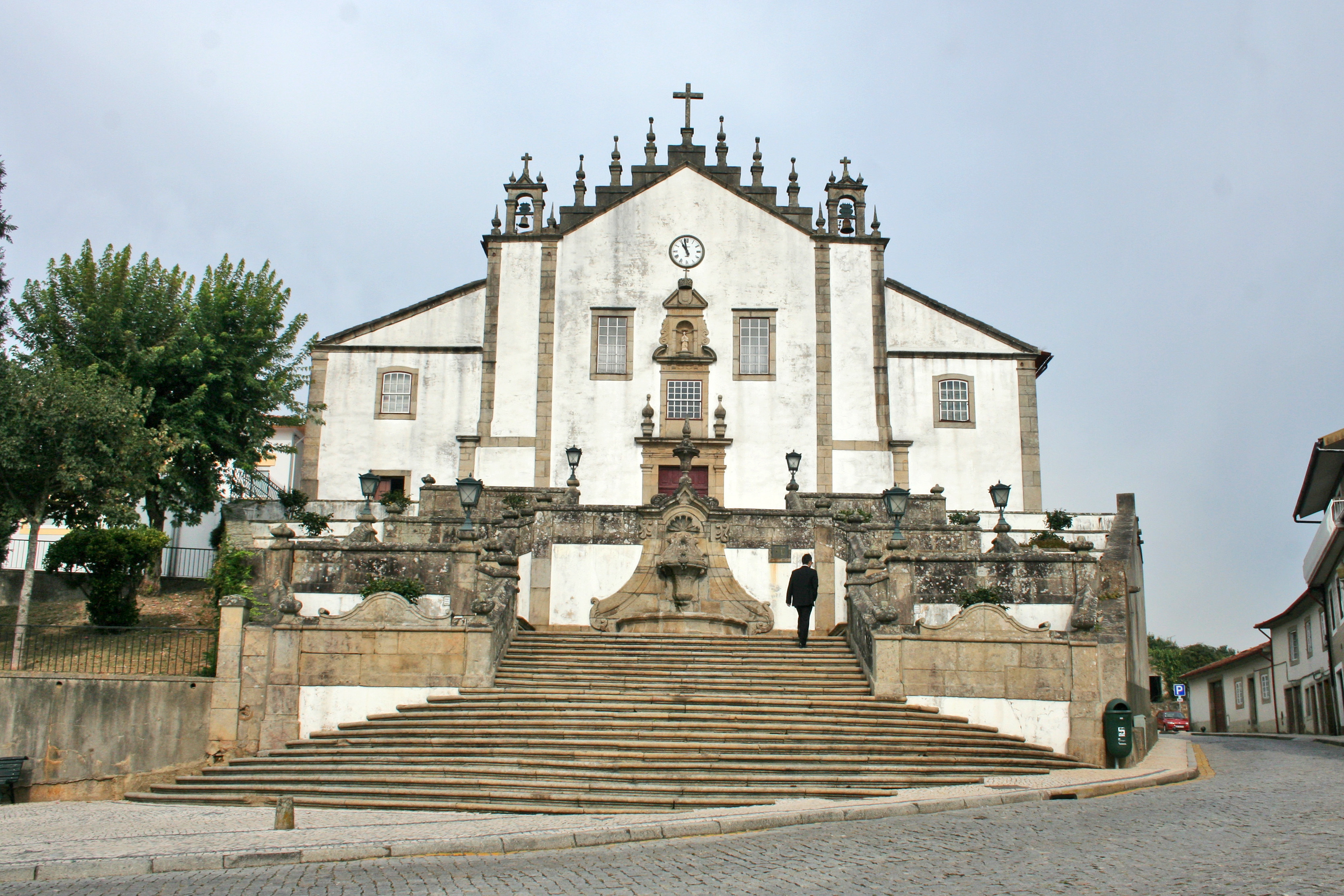
Die Kirche Igreja da Misericórdia
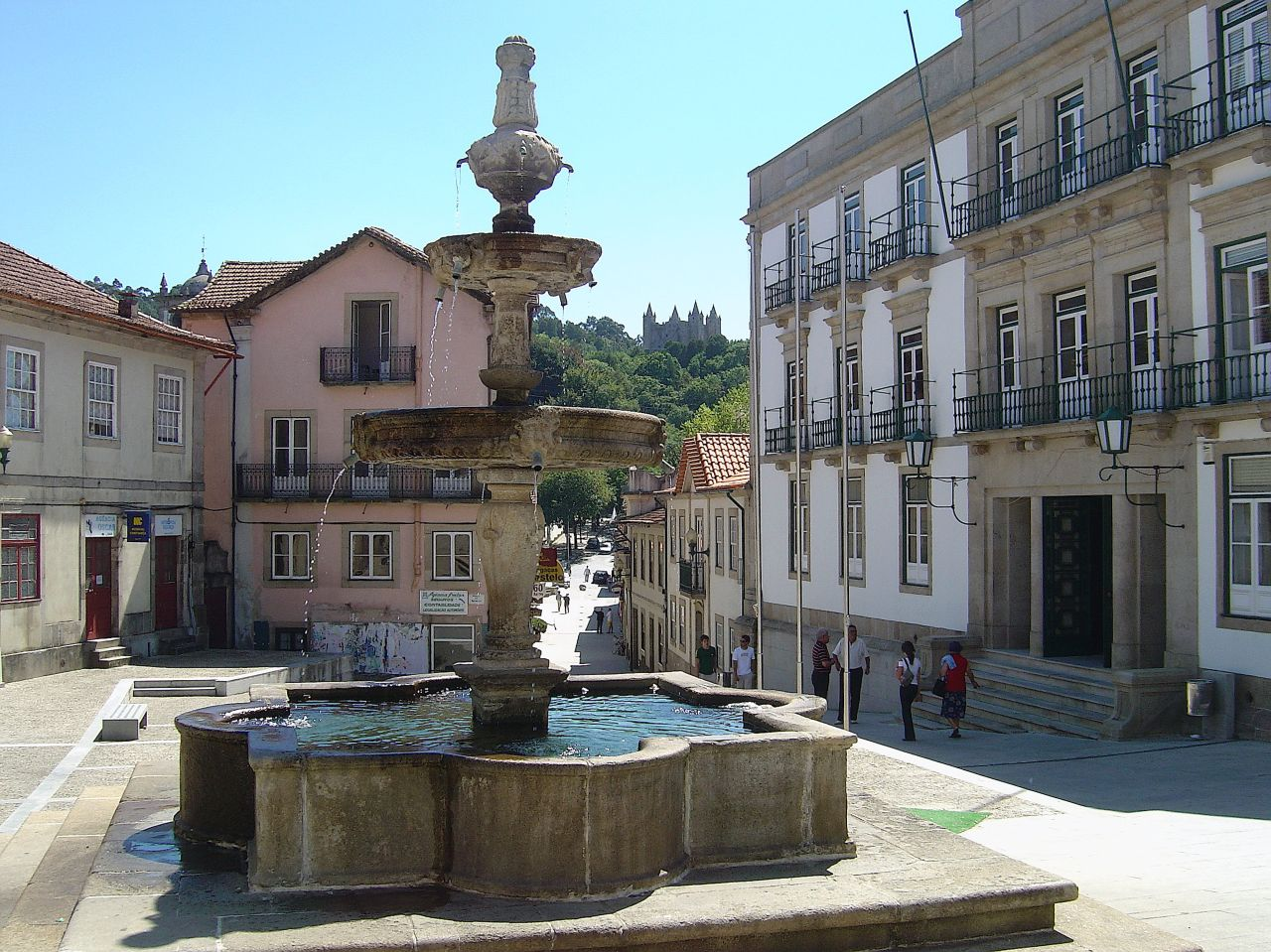
Im historischen Ortskern von Santa Maria da Feira
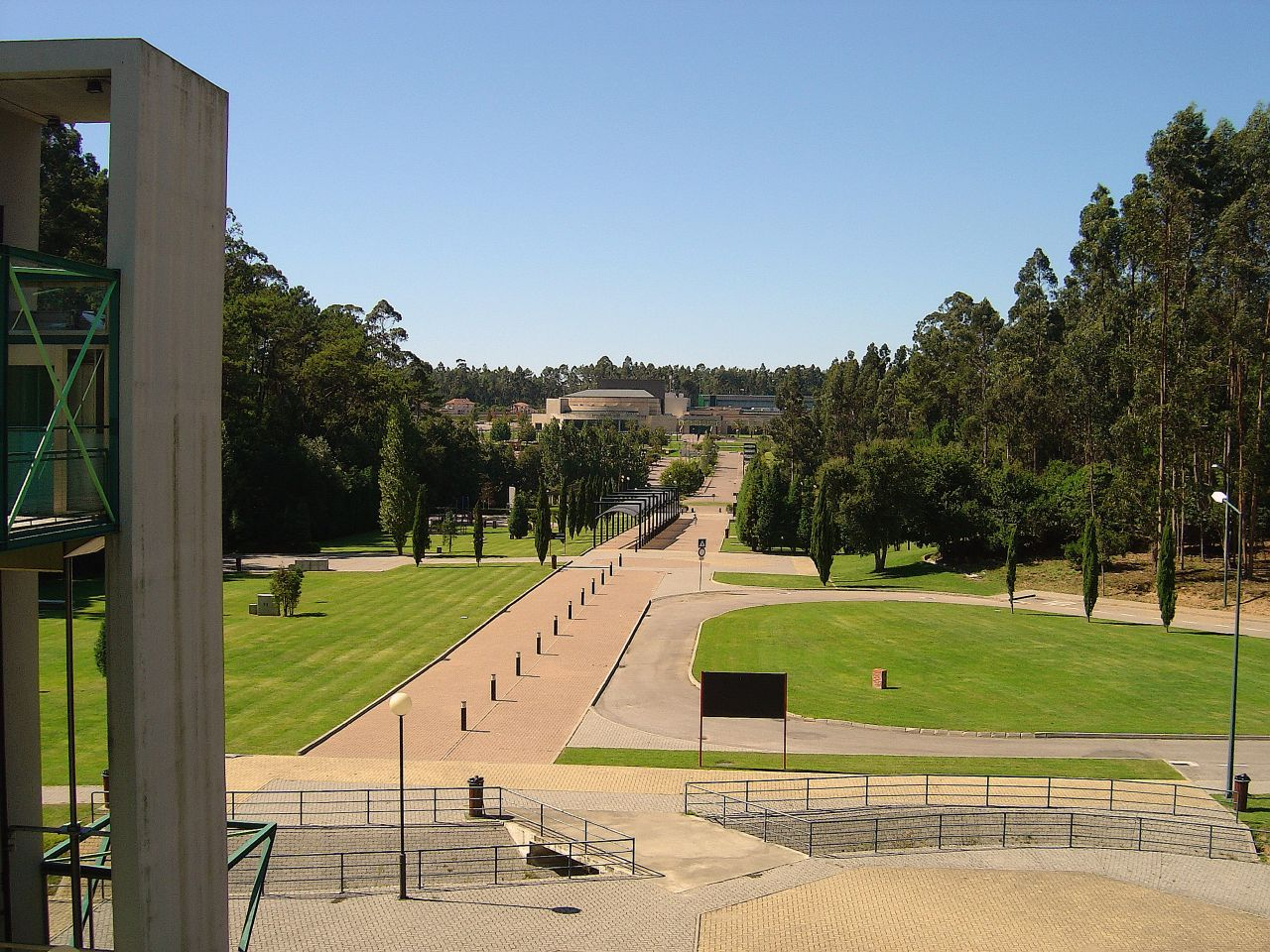
Im Kongresszentrum und Kulturpark Europarque
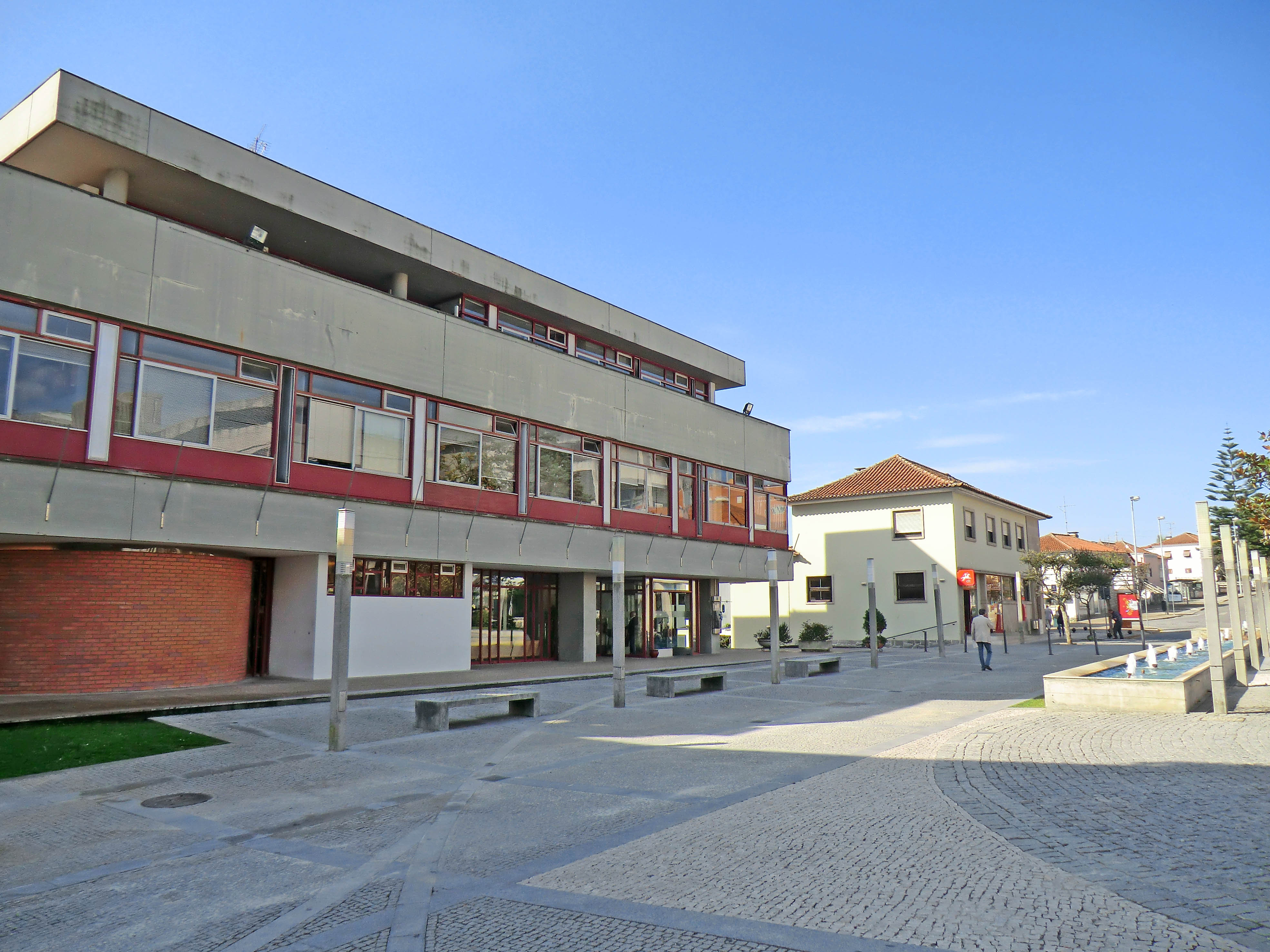
Das Rathaus von Santa Maria da Feira
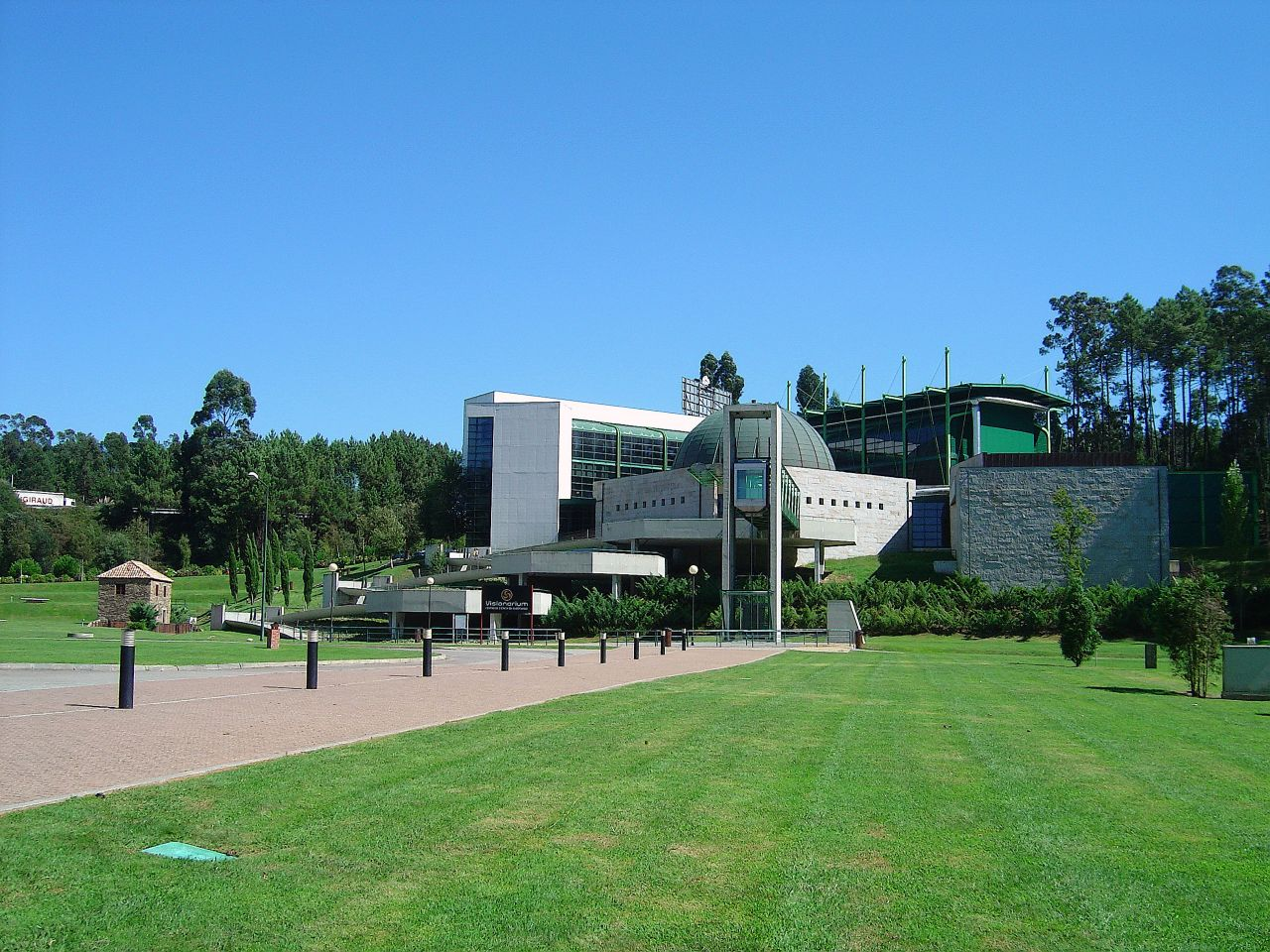
Das Visionarium im Europarque

Sehenswert ist das historische, insbesondere seit seinem Umbau im 16. Jahrhundert gut erhaltene Kastell (Castelo da Feira). Weitere denkmalgeschützte Bauten sind Herrenhäuser, steinerne Brunnen, historische öffentliche Gebäude und Sakralbauten, insbesondere die im 16. Jahrhundert errichtete Barock-Kirche Igreja da Misericórdia de Santa Maria da Feira mit ihren Treppen und dem Brunnen.
Die Thermalbäder Termas de S.Jorge in der Gemeinde São Jorge sind ein weiterer Anziehungspunkt im Kreis.

### Feste und Festivals
Der historische Ortskern als Ganzes steht unter Denkmalschutz. Jedes Jahr im Sommer findet mit der zehntägigen Viagem Mediaval ein vielseitig angelegter Mittelaltermarkt statt. Er gilt als größter seiner Art in Portugal und lockt mit seinen Veranstaltungen, Ständen, Führungen und Straßendarbietungen täglich über 50.000 Besucher in die Stadt.
In der historischen Innenstadt findet im Frühjahr zudem das Imaginarius - Festival Internacional de Teatro de Rua statt, ein internationales Straßentheater-Festival.
Im Auditorium der städtischen Bibliothek (Auditório da Biblioteca Municipal) findet seit 1999 alljährlich das Festival de Cinema Luso-Brasileiro statt, ein Filmfestival für portugiesische und brasilianische Filme.
Bekannt ist der Ort insbesondere für seine Festa das Fogaceiras, die seit über 500 Jahren am städtischen Feiertag, dem 20. Januar stattfindet. Deren Prozession stellt den Höhepunkt dar, bei dem in einem Umzug die süße Brotspezialität des Ortes, die Fogaceiras da Feira, von Mädchen auf dem Kopf durch den Ort getragen werden. An mehreren Tagen vorher und nachher finden katholische Messen, aber auch eine Vielzahl Veranstaltungen und Konzerte aller Musikrichtungen statt.
Seit 2004 werden mit dem Festival de Gente Sentada (dt.: Festival sitzender Leute) Konzertreihen anspruchsvoller Musik aus Bereichen wie Jazz, Neue Improvisationsmusik, experimenteller Popmusik u. a. angeboten.
Zur Weihnachtszeit bieten die von Märchen und Mythen inspirierten Terras dos Sonhos (dt.: Orte der Träume) eine Phantasiewelt für Kinder an. In der Parkanlage Quinta do Castelo an der Burg gelegen, werden begehbare Bauten und Aufführungen geboten, und auch ein Haus des Weihnachtsmanns steht hier, in dem Wunschzettel geschrieben und abgegeben werden können.

### Museen und Kulturstätten
Das Messe- und Kongresszentrum Europarque ist mit seinen verschiedenen Gebäuden und seiner Parkanlage auch Veranstaltungsort für gelegentliche Filmfestivals, Kunstausstellungen oder andere kulturelle Veranstaltungen und Ausstellungen. Im Europarque ist außerdem das Visionarium angesiedelt, das als modernstes Wissenschafts- und Technologiemuseum Portugals gilt. Futuristische Museumstechnik, spannende bis unterhaltsame Experimente und eine Vielzahl interaktiver Exponate und Ausstellungen erwarten die Besucher.
Im ehemaligen Kloster Convento de Lóios ist das städtische Museum (Museu Municipal) untergebracht, das neben archäologischen Funden auch die Geschichte des Kreises und sein Brauchtum zeigt.
Das historische Papiermuseum Museu do Papel Terras de Santa Maria bringt dem Besucher die Geschichte des Papiers etwa anhand einer Sammlung von Wasserzeichen und einer Vielzahl historischer Exponate, aber auch mittels Papierherstellung vor Ort an historischen Maschinen, Bottichen und anderen Geräten nahe. Es ist in zwei alten Papierfabriken in der Gemeinde Paços de Brandão außerhalb der Stadt untergebracht und wurde 2011 als Bestes Portugiesisches Museum von der portugiesischen museologischen Vereinigung APOM ausgezeichnet.

## Sport
Im Stadion Estádio Marcolino de Castro trägt der Fußballklub aus Santa Maria da Feira, der 1918 gegründete CD Feirense, seine Heimspiele aus. Der Sportverein União Lamas, aus der Gemeinde Santa Maria de Lamas, ist besonders für seine Fußballabteilung bekannt, betreibt aber auch weitere Sportarten, darunter u. a. Leichtathletik, Feldhockey und Schwimmen.

## Verwaltung

### Der Kreis
Santa Maria da Feira ist Sitz eines gleichnamigen Kreises. Die Nachbarkreise sind (im Uhrzeigersinn im Norden beginnend): Vila Nova de Gaia, Gondomar, Arouca, Oliveira de Azeméis, São João da Madeira, Ovar sowie Espinho.
Mit der Gebietsreform im September 2013 wurden mehrere Gemeinden zu neuen Gemeinden zusammengefasst, sodass sich die Zahl der Gemeinden von zuvor 31 auf 21 verringerte.
Die folgenden Gemeinden (freguesias) liegen im Kreis Santa Maria da Feira:

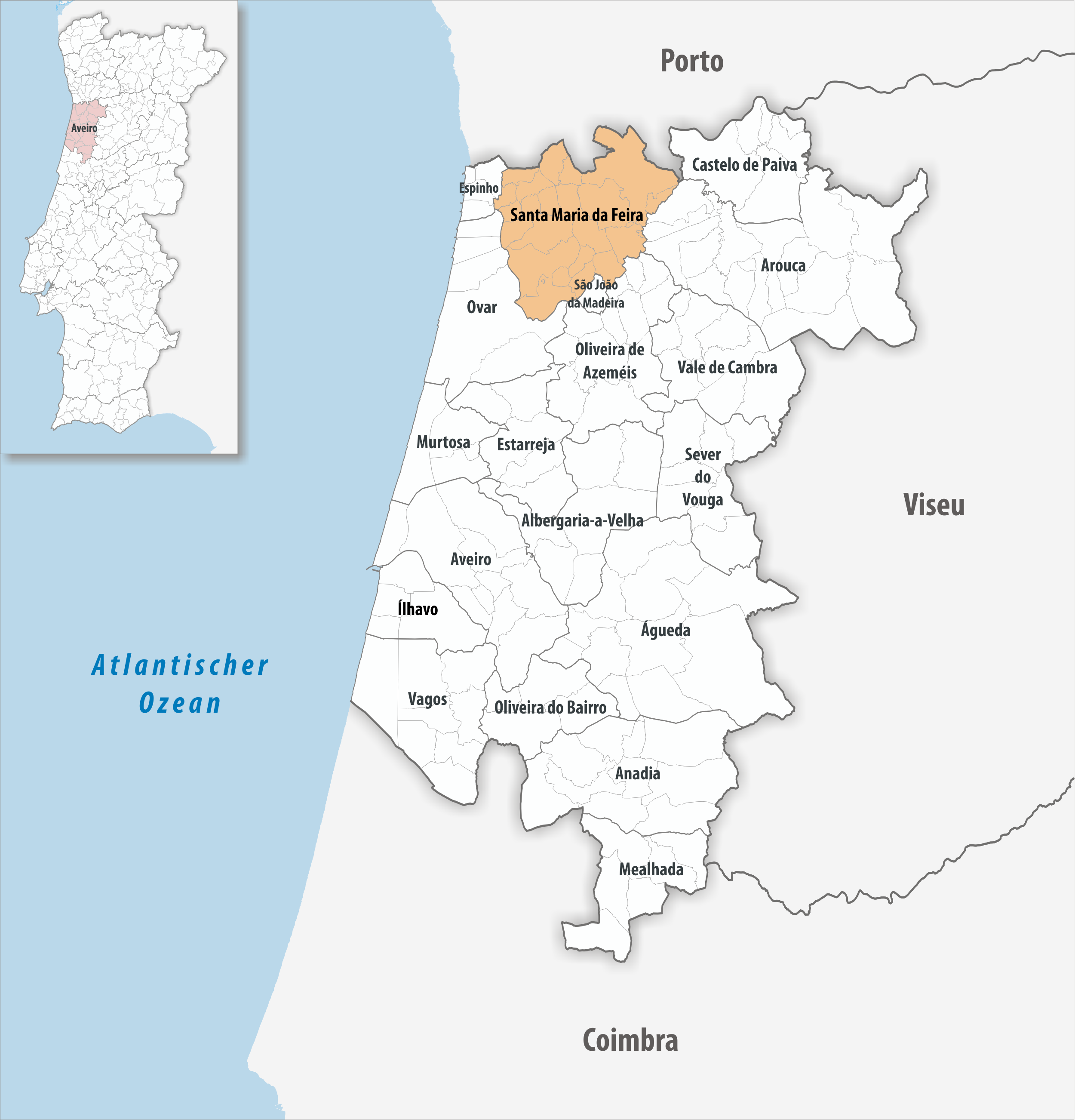
Kreis Santa Maria da Feira

| Gemeinde                                          | Einwohner (2021) | Fläche km² | Dichte Einw./km² | LAU- Code |
| ------------------------------------------------- | ---------------- | ---------- | ---------------- | --------- |
| Argoncilhe                                        | 8.181            | 8,21       | 996              | 010901    |
| Arrifana                                          | 6.311            | 5,29       | 1.192            | 010902    |
| Caldas de São Jorge e Pigeiros                    | 3.688            | 10,64      | 347              | 010932    |
| Canedo, Vale e Vila Maior                         | 8.882            | 43,70      | 203              | 010933    |
| Escapães                                          | 3.315            | 4,30       | 770              | 010904    |
| Fiães                                             | 7.096            | 6,38       | 1.113            | 010907    |
| Fornos                                            | 3.433            | 3,14       | 1.095            | 010908    |
| Lobão, Gião, Louredo e Guisande                   | 9.647            | 23,58      | 409              | 010934    |
| Lourosa                                           | 8.003            | 5,77       | 1.386            | 010913    |
| Milheirós de Poiares                              | 3.594            | 7,87       | 457              | 010914    |
| Mozelos                                           | 7.297            | 5,81       | 1.256            | 010916    |
| Nogueira da Regedoura                             | 5.723            | 5,10       | 1.122            | 010917    |
| Paços de Brandão                                  | 4.775            | 3,56       | 1.343            | 010919    |
| Rio Meão                                          | 4.813            | 6,68       | 720              | 010921    |
| Romariz                                           | 2.739            | 11,08      | 247              | 010922    |
| Santa Maria da Feira, Travanca, Sanfins e Espargo | 19.788           | 23,36      | 847              | 010935    |
| Sanguedo                                          | 3.474            | 4,57       | 761              | 010924    |
| Santa Maria de Lamas                              | 4.747            | 3,75       | 1.264            | 010925    |
| São João de Ver                                   | 11.026           | 15,37      | 717              | 010926    |
| São Miguel do Souto e Mosteirô                    | 6.481            | 13,80      | 470              | 010936    |
| São Paio de Oleiros                               | 3.661            | 3,91       | 937              | 010918    |
| Kreis Santa Maria da Feira                        | 136.674          | 215,87     | 633              | 0109      |

### Bevölkerungsentwicklung
| 1801   | 1849   | 1900   | 1930   | 1960   | 1981    | 1991    | 2001    | 2011    |
| 27.851 | 37.823 | 44.596 | 52.679 | 83.483 | 109.531 | 118.641 | 135.964 | 139.393 |

### Kommunaler Feiertag
- 20. Januar

### Städtepartnerschaften
- Frankreich: Joué-lès-Tours
- Bulgarien: Targowischte
- Guinea-Bissau: Catió[15]

## Wirtschaft
Santa Maria da Feira ist weiterhin ein Zentrum der Schuhindustrie in Portugal. Jedoch haben in den letzten Jahren, auf Grund der Konkurrenz aus Fernost, verschiedene bekannte Hersteller wie Ecco oder der zuvor hier stark engagierte deutsche Konzern Rohde ihre Produktion in Santa Maria da Feira reduziert oder ganz eingestellt.
Zu den zahlreichen in den verschiedenen Industriegebieten der Kreis-Gemeinden angesiedelten Unternehmen zählt die Unternehmensgruppe Corticeira Amorim, die insbesondere für ihre Korkprodukte bekannt ist.
Lufthansa Technik beabsichtigt, bis 2027 in Santa Maria de Feira einen neuen Maintenance, Repair and Overhaul Standort zu eröffnen, der mehr als 700 Arbeitsplätze schaffen soll.

## Verkehr

### Fernverkehr
Mit ihrem Bahnhof der Linha-do-Vouga-Eisenbahnstrecke ist die Stadt an das Schienennetz des Landes angeschlossen.
Die Stadt liegt an der Autobahn A1 (hier auch Europastraße 1), der wichtigsten Verbindung im Autobahnnetz Portugals.
Santa Maria da Feira ist in das landesweite Fernbusnetz der Rede Expressos eingebunden.

### Öffentlicher Personennahverkehr
Die Stadtverwaltung bietet mit dem Transfeira eine Kleinbuslinie an, die werktags ab 8:10 bis 19:10 einen Rundkurs entlang der wichtigsten Orte der Stadt (Geschäfts-, Verwaltungs-, Schul- und Gesundheitszentren) im Stundentakt (am Wochenende geringere Takte) abfährt. Das Ticket kostet 1,50 und beinhaltet bereits eine Fahrt, jede weitere kann für 0,50 aufgeladen werden, wobei es Vergünstigungen und Abonnements gibt (eine Aufladung von 10 Fahrten beispielsweise kostet 4,50 Euro, Stand Februar 2013).
Darüber hinaus befahren fünf private Unternehmen zahlreiche lokale und regionale Buslinien in städtischer Konzession. Die wichtigsten Linien werden von der lokalen Auto Viação Feirense, der Auto Viação do Souto und der Transdev geführt.

## Söhne und Töchter der Stadt
- José Vitorino Damásio (1807–1875), Unternehmer, Gründer des Unternehmerverbandes Associação Industrial Portuense (heute AEP)
- Manuel Laranjeira (1877–1912), Arzt und Schriftsteller aus Mozelos
- Américo Lopes (* 1933 in Santa Maria de Lamas; † 2023), Fußballspieler, Nationaltorwart
- Américo Amorim (* 1934 in Mozelos; † 2017), Unternehmer und Investor
- Serafim Guimarães (* 1934 in Espargo), Arzt und Pharmakologe, Forscher und Hochschullehrer
- Francisco Ribeiro da Silva (* 1940), Historiker und Hochschullehrer
- Mário Silva (1940–2023), Radrennfahrer
- Joaquim Andrade (* 1969 in Travanca), Radrennfahrer
- Antero Monteiro (* 1946 in São Paio de Oleiros), Schriftsteller
- Fernando Mendes (1949–2001), Radrennfahrer aus Rio Meão
- Joaquim Sousa Santos (1953–2012), Radrennfahrer aus São João de Ver
- Carlos Alberto de Pinho Moreira Azevedo (* 1953 in Milheirós de Poiares), Weihbischof von Lissabon
- Fernando Carvalho (* 1962), Radrennfahrer
- Francisco Chaló (* 1964), Fußballtrainer
- Osvaldo Ferreira (* 1964 in Paços de Brandão), Violinist und Orchesterleiter
- Martelinho (* 1974 in Lourosa), Fußballtrainer
- Pedro Novo (* 1976 in Paços de Brandão), Musiker, DJ und Produzent
- Sandra Braz (* 1978 in Lobão), portugiesische Fußballschiedsrichterin
- Hugo de Almeida (* 1980), Filmregisseur
- Sérgio Gabriel da Silva Andrade (* 1982 in Souto), Fußballspieler
- Márcio Daniel Sousa Santos (* 1983 in São João de Ver), Fußballspieler
- Tiago Rocha (* 1985 in São Paio de Oleiros), Handballspieler
- André Martins (* 1990), Fußballspieler
- Ivo Pinto (* 1990 in Lourosa), Fußballspieler
- Sérgio Oliveira (* 1992 in Paços de Brandão), Fußballspieler
- Fábio Vieira (* 2000), Fußballspieler
- Bárbara Lopes (* 2002), Fußballspielerin